# 胡有恆
胡有恒（1490年—？年），字貞甫，号筠亭，又号慎斋，直隶淮安府山陽縣人，明朝政治人物。

## 生平
治《礼记》，行一，由國子生中式己卯科（1519年）應天府鄉試第九十五名舉人，年三十四歲中式嘉靖二年（1523年）癸未科會試第二百十一名，第二甲第三十六名進士。授南京户部主事，历升员外、郎中，出为福州府知府。调處州府，升浙江按察司温處道副使，嘉靖十九年（1540年）三月升湖广布政司左参政。

## 家族
曾祖胡銘。祖父胡祐。父胡淮。母鄒氏。慈侍下。弟有容、有执、有为。